# Gaël Froget
Pour les articles homonymes, voir Froget.
 (mai 2025).
Il peut être nécessaire de l'améliorer pour respecter le principe de neutralité de point de vue. Veuillez consulter la page de discussion pour plus de détails.

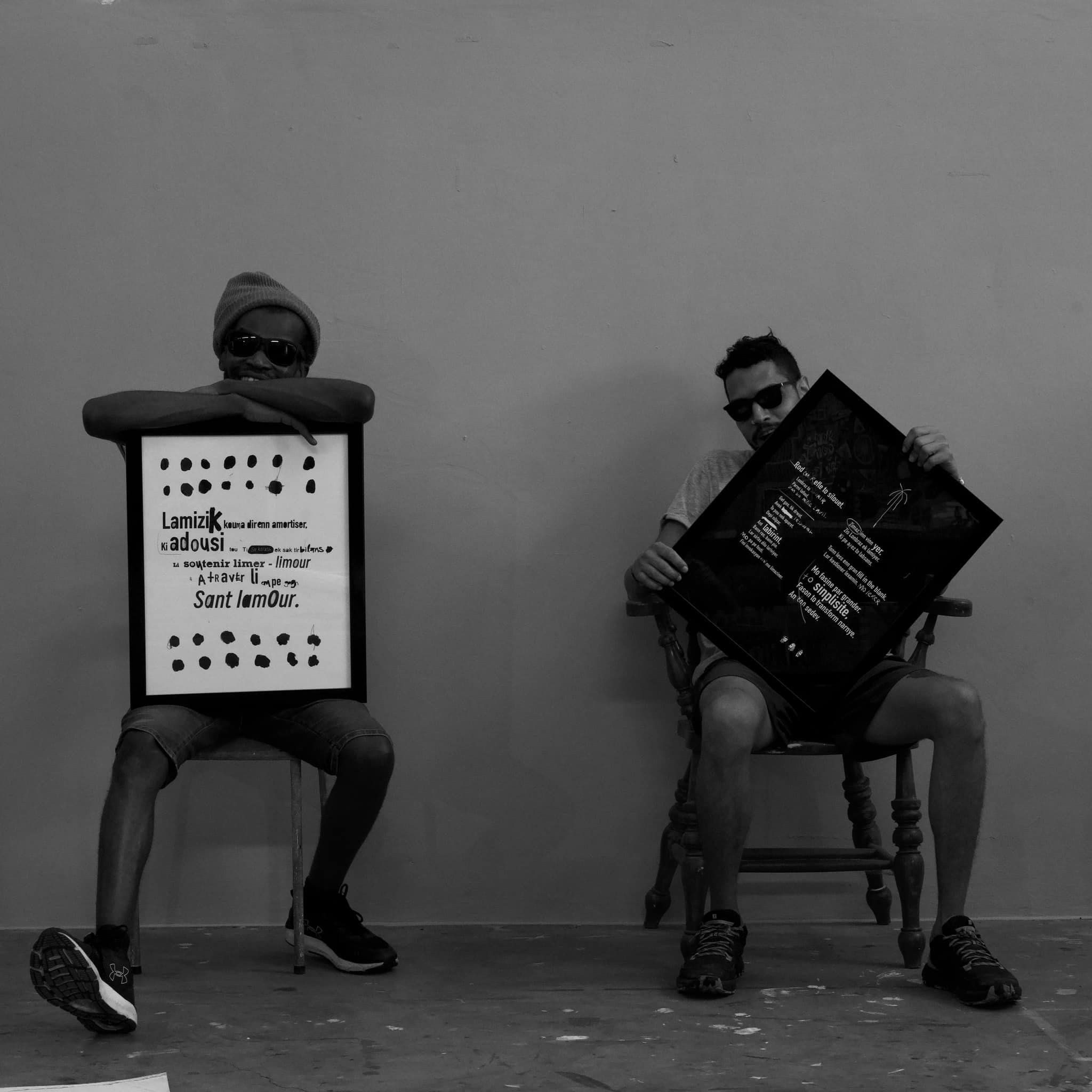
Gaël Froget et Skizofan à la Bactory

Gaël Froget, né en 1995 à l'Île Maurice, est un artiste peintre mauricien mêlant influences du street art, du pop art et de l'expressionnisme contemporain,.

## Biographie
Gaël Froget est né en 1995 à l'Île Maurice. Après des études en design de mode et un passage à Kuala Lumpur et Singapour, il revient à Maurice à l’âge de 25 ans. 
Il commence à peindre de manière autodidacte et se fait remarquer pour ses portraits stylisés et son approche visuelle brute, souvent inspirée de visages croisés dans la rue.
Il a créé une collection de t-shirts en collaboration avec IV PLAY (''Make Love''), participé à la campagne écologique de la marque Parker (''Ink-spire your world'') et encadré des ateliers de création destinés aux jeunes artistes à Maurice.

## Œuvres
Les œuvres de Froget sont réalisées principalement à l’acrylique ou en digital. Il explore des thématiques telles que la beauté, le mal-être intérieur, la violence, la sexualité ou encore la chirurgie esthétique.
Son style est reconnaissable par des traits noirs marqués, des textures volontairement usées (griffures, empreintes, traces), et une palette évoluant du noir et blanc vers des couleurs plus saturées inspirées de la musique soul, reggae ou jazz,,.

## Expositions
- 2013 : Première exposition solo à Maurice
- 2016 : Unforgettable Dubai à Port-Louis, parrainée par Emirates Airline[8]
- 2017 : Urban Art Fair à New York et Paris[9]
- 2018 : Transpozision à Dock 13, Port-Louis
- Participations régulières à des foires d’art urbain et expositions collectives à Singapour, Berlin, Miami

## Collaborations
Depuis 2019, Gaël Froget travaille dans l’atelier collectif nommé BACTORY, situé à Quatre-Bornes, aux côtés d’autres artistes mauriciens comme Evan Sohun. Ce lieu alternatif favorise la création expérimentale, l’échange artistique et la mutualisation de moyens de production. BACTORY a accueilli plusieurs projets collaboratifs, notamment durant la Nuit des idées organisée par l’Institut français de Maurice,.
Gaël Froget collabore avec l’artiste multidisciplinaire Skizofan (Fanio Guillaume), originaire de Rodrigues. Ensemble, ils produisent des œuvres mêlant peinture, graphisme et poésie visuelle. Leur série Bat Bate, présentée à la Nuit des Idées 2021, interroge les identités insulaires, les frontières et le langage symbolique.